# Autoroute des dinosaures
L'« Autoroute des dinosaures » est un site d'empreintes de pas (ichnites) de dinosaures remarquable par sa longueur, situé dans la carrière de Dewars Farm, dans le comté d’Oxfordshire, en Angleterre. Il a été découvert en 2024.
Le site recèle près de 200 empreintes imposantes, réparties en cinq séries dont l’une mesure déjà plus de 150 mètres de long alors que les fouilles continuent.
Ces traces sont datées de 166 millions d'années et attribuées à deux espèces : un herbivore à long cou Cetiosaurus et un théropode carnivore Megalosaurus,.